# Hugh William Grosvenor
Lord Hugh William Grosvenor (6 aprile 1884 – 30 ottobre 1914) è stato un nobile e ufficiale inglese.

## Biografia
Era il figlio di Hugh Grosvenor, I duca di Westminster, e della sua seconda moglie, Lady Catherine Cavendish.
Era il comandante del 1º squadrone del Life Guards.

## Matrimonio
Sposò, il 21 aprile 1906, Lady Mabel Crichton, figlia di John Crichton, IV conte di Erne, e di sua moglie, Lady Florence Cole. Ebbero due figli:
- Gerald Hugh Grosvenor (1907-1967)
- Robert George Grosvenor (1910-1979)

## Morte
Morì in azione, durante la prima guerra mondiale, all'età di 30 anni. Non avendo una tomba, è commemorato al Menin Gate Memorial, a Ypres.

## Ascendenza
|                                               |                                     |                                                  | Genitori                                        |  |  | Nonni |  |  | Bisnonni                                    |  |  | Trisnonni                            |  |
|                                               |                                     |                                                  |                                                 |  |  |       |  |  | Robert Grosvenor, I marchese di Westminster |  |  | Richard Grosvenor, I conte Grosvenor |  |
|                                               |                                     |                                                  |                                                 |  |  |       |  |  | Robert Grosvenor, I marchese di Westminster |  |  | Richard Grosvenor, I conte Grosvenor |  |
|                                               |                                     | Henrietta Vernon                                 |                                                 |  |  |       |  |  | Robert Grosvenor, I marchese di Westminster |  |  |                                      |  |
| Richard Grosvenor, II marchese di Westminster |                                     |                                                  |                                                 |  |  |       |  |  | Robert Grosvenor, I marchese di Westminster |  |  |                                      |  |
|                                               |                                     | lady Eleanor Egerton                             | Thomas Egerton, I conte di Wilton               |  |  |       |  |  |                                             |  |  |                                      |  |
|                                               |                                     | lady Eleanor Egerton                             | Thomas Egerton, I conte di Wilton               |  |  |       |  |  |                                             |  |  |                                      |  |
|                                               |                                     | lady Eleanor Egerton                             | Eleanor Assheton                                |  |  |       |  |  |                                             |  |  |                                      |  |
| Hugh Grosvenor, I duca di Westminster         |                                     | lady Eleanor Egerton                             |                                                 |  |  |       |  |  |                                             |  |  |                                      |  |
|                                               |                                     | George Leveson-Gower, I duca di Sutherland       | Granville Leveson-Gower, I marchese di Stafford |  |  |       |  |  |                                             |  |  |                                      |  |
|                                               |                                     | George Leveson-Gower, I duca di Sutherland       | Granville Leveson-Gower, I marchese di Stafford |  |  |       |  |  |                                             |  |  |                                      |  |
|                                               |                                     | George Leveson-Gower, I duca di Sutherland       | lady Louisa Egerton                             |  |  |       |  |  |                                             |  |  |                                      |  |
| lady Elizabeth Leveson-Gower                  |                                     | George Leveson-Gower, I duca di Sutherland       |                                                 |  |  |       |  |  |                                             |  |  |                                      |  |
|                                               |                                     | Elizabeth Sutherland, XIX contessa di Sutherland | William Sutherland, XVIII conte di Sutherland   |  |  |       |  |  |                                             |  |  |                                      |  |
|                                               |                                     | Elizabeth Sutherland, XIX contessa di Sutherland | William Sutherland, XVIII conte di Sutherland   |  |  |       |  |  |                                             |  |  |                                      |  |
|                                               |                                     | Elizabeth Sutherland, XIX contessa di Sutherland | Mary Maxwell                                    |  |  |       |  |  |                                             |  |  |                                      |  |
| lord Hugh William Grosvenor                   |                                     | Elizabeth Sutherland, XIX contessa di Sutherland |                                                 |  |  |       |  |  |                                             |  |  |                                      |  |
|                                               | Charles Cavendish, I barone Chesham | George Cavendish, I conte di Burlington          |                                                 |  |  |       |  |  |                                             |  |  |                                      |  |
|                                               | Charles Cavendish, I barone Chesham | George Cavendish, I conte di Burlington          |                                                 |  |  |       |  |  |                                             |  |  |                                      |  |
|                                               | Charles Cavendish, I barone Chesham | lady Elizabeth Compton                           |                                                 |  |  |       |  |  |                                             |  |  |                                      |  |
| William Cavendish, II barone Chesham          | Charles Cavendish, I barone Chesham |                                                  |                                                 |  |  |       |  |  |                                             |  |  |                                      |  |
|                                               |                                     | lady Catherine Gordon                            | George Gordon, IX marchese di Huntly            |  |  |       |  |  |                                             |  |  |                                      |  |
|                                               |                                     | lady Catherine Gordon                            | George Gordon, IX marchese di Huntly            |  |  |       |  |  |                                             |  |  |                                      |  |
|                                               |                                     | lady Catherine Gordon                            | Catherine Cope                                  |  |  |       |  |  |                                             |  |  |                                      |  |
| hon. Katherine Cavendish                      |                                     | lady Catherine Gordon                            |                                                 |  |  |       |  |  |                                             |  |  |                                      |  |
|                                               |                                     | hon. William Saunders Sebright Lascelles         | Henry Lascelles, II conte di Harewood           |  |  |       |  |  |                                             |  |  |                                      |  |
|                                               |                                     | hon. William Saunders Sebright Lascelles         | Henry Lascelles, II conte di Harewood           |  |  |       |  |  |                                             |  |  |                                      |  |
|                                               |                                     | hon. William Saunders Sebright Lascelles         | Henrietta Sebright                              |  |  |       |  |  |                                             |  |  |                                      |  |
| Henrietta Frances Lascelles                   |                                     | hon. William Saunders Sebright Lascelles         |                                                 |  |  |       |  |  |                                             |  |  |                                      |  |
|                                               |                                     | lady Caroline Georgiana Howard                   | George Howard, VI conte di Carlisle             |  |  |       |  |  |                                             |  |  |                                      |  |
|                                               |                                     | lady Caroline Georgiana Howard                   | George Howard, VI conte di Carlisle             |  |  |       |  |  |                                             |  |  |                                      |  |
|                                               |                                     | lady Caroline Georgiana Howard                   | lady Georgiana Cavendish                        |  |  |       |  |  |                                             |  |  |                                      |  |
|                                               |                                     | lady Caroline Georgiana Howard                   |                                                 |  |  |       |  |  |                                             |  |  |                                      |  |